# Camí dels Escarruixos
El Camí dels Escarruixos és un camí del terme municipal de Conca de Dalt, en territori del poble de Rivert, a l'antic terme de Toralla i Serradell, al Pallars Jussà.
Arrenca del Camí vell de Santa Engràcia a Rivert A Tredós, des d'on surt cap al sud-est. Va a cercar l'extrem de llevant de la partida de Golelleres, a l'Argilosa, on gira cap al sud-oest passant pel nord de Sant Miquel. Va a buscar la partida d'Escarruixos, a la qual fa tot el tomb, de primer pel nord, després per ponent, on troba encara més a ponent la Teulera, i encara, després pel sud. Acaba en arriba a l'extrem sud-est d'Escarruixos.